# Annunciazione (Antonello da Messina)
L'Annunciazione è un dipinto olio su tavola di tiglio (180×180 cm) di Antonello da Messina, datato al 1474 e conservato nel Museo di Palazzo Bellomo a Siracusa...

## Storia
Il contratto per la realizzazione dell'opera, destinata alla chiesa di Santa Maria Annunziata, venne siglato il 23 agosto del 1474 tra Antonello e il sacerdote Giuliano Maniuni di Palazzolo Acreide, davanti al notaio Antonio Mangianti. Dell'opera si persero in seguito le tracce, finché venne ritrovata nel 1897 da Enrico Mauceri, incaricato dal Museo Archeologico di Siracusa di compilare un catalogo delle opere d'arte della provincia.
Nel 1902 venne ritrovato il documento di allocazione del dipinto e da allora l'identificazione e l'attribuzione al pittore messinese sono state unanimi. Il quadro è in uno stato di conservazione mediocre, per via delle numerose lacune dove i colori si scrostarono, che vennero malamente riempite con colla di farina. Fortunatamente tali lacune non riguardano alcuni dei brani più belli del dipinto, quali i volti di Maria e dell'Angelo e i paesaggi.
Dopo l'esposizione antologica su Antonello tenutasi alle Scuderie del Quirinale nel 2006, l'opera è stata affidata all'Istituto superiore per la conservazione ed il restauro di Roma, che ha eseguito un lungo e paziente lavoro di reintegro delle lacune, almeno quelle legate a particolari secondari dello sfondo e dei personaggi, migliorando notevolmente la leggibilità dell'opera. Il restauro è stato oggetto di una mostra a Siracusa nel 2009, in cui venivano presentate le tecniche ma non l'opera restaurata, che è stata poi reinserita, alla fine di quell'anno, nel percorso espositivo dell'appena riaperto museo di Siracusa.

## Descrizione e stile
La scena è ambientata in una stanza descritta attentamente, con un soffitto a travi dove si trova un architrave decorato da cartocci e rosette, retto da due colonne che separano anche idealmente la metà destra (della Vergine) da quella sinistra (dell'Angelo). Sulla parete di sfondo si trovano due finestre più una terza in un'altra stanza che si intravede a destra, secondo un'iconografia derivata dall'arte fiamminga che prevede più fonti di luce e aperture spaziali sul paesaggio anche nel caso di interni. Fine è la descrizione degli oggetti e degli arredi della stanza, dal letto della Vergine nella stanza in secondo piano, allo scranno-leggio su cui è inginocchiata fino al vaso da fiori con decorazione azzurra su fondo bianco in primo piano, oggi molto danneggiato. Notevole è il merletto bianco su cui è poggiato il libro, allusione alle Sacre Scritture che si avverano con l'atto di accettazione di Maria.
Maria, dalla tipica fisionomia del pittore siciliano, è rappresentata in ginocchio mentre riceve l'annuncio con le braccia incrociate sul petto e la raggiunge la colomba dello Spirito Santo, inviata da Dio attraverso la finestra aperta. È vestita col tipico manto azzurro, che copre una veste di tinta rossa. L'angelo, che reca un ramo di palma, ma che è curiosamente nascosto dalla colonna, benedice la Vergine. La sua veste è un ricco damasco decorato, che accentua il volume quasi geometrico del suo corpo, secondo uno stile più tipicamente italiano. Il viso, incorniciato da lunghi capelli castano dorati, è adornato da un diadema cuspidato azzurro, dove brillano alcune perle e un rubino, tipiche notazioni di "lustro" alla fiamminga.
In basso si intravede anche la figura di un devoto, il sacerdote citato nel documento notarile.
L'impianto prospettico e luminoso rimanda alle opere di Piero della Francesca, ma gli effetti lenticolari e la tecnica derivano dall'arte fiamminga, in particolare dalla lezione di Jan van Eyck e altri, che Antonello ebbe modo di conoscere durante la sua formazione a Napoli e grazie ai traffici navali del porto di Messina.
Lo studioso messinese Carmelo Micalizzi di recente ha ritenuto di individuare nel dipinto dei particolari, celati dal pittore, fra cui: un cristogramma nel libro sullo scrittoio, lo stemma araldico della famiglia Maniuni sul capitello corinzio, la data 1474 e gli acronimi VM e IM sulla pediera del letto, e, sul mantello dell'arcangelo, un fiore (in greco anthos), il garofano (in greco dianthos), che celerebbe la firma di Antonello di Antonio.